# 亚当·艾克菲尔特
约翰·亚当·艾克菲尔特（英語：John Adam Eckfeldt，1769年6月15日—1852年2月6日），通称亚当·艾克菲尔特（Adam Eckfeldt），是美国铸币局早期工匠和官员，曾于1814年至1839年担任该局第二任首席铸币员。
艾克菲尔特的父亲经营着一家大铁匠铺，还参与过早期硬币制作。亚当长大后为铸币局制作了早期使用的压力机，还雕刻了一些硬币的金属模具，有多种美国早期铜质硬币和1792年5美分硬币的设计是出自他手，其中后者有可能是历史上第一种美国硬币。1796年，艾克菲尔特成为铸币局助理铸币员，并在1814年前任首席铸币员去世后继任。
艾克菲尔特担任首席铸币员的时间达四分之一个世纪，费城铸币局也在此期间迁入新址。他把充当贵金属块存入铸币局的罕有硬币另行保存，开创了铸币局的钱币收藏，这些收藏之后演变成国家钱币收藏。1839年退休后，艾克菲尔特仍继续行使首席铸币员职责。1852年，约翰·亚当·艾克菲尔特去世，继任首席铸币员职务的富兰克林·皮尔不得不另聘人手协助工作。

## 早年生活
约翰·亚当·艾克菲尔特于1769年6月15日在费城出生，他的父亲叫约翰·雅各布·艾克菲尔特（John Jacob Eckfeldt），是削边工具和器械的大生产商。当时拥有德国血统的美国公民如果名叫“约翰”，那么往往是以中间名称呼。雅各布和夫人玛丽娅·马格达莱纳（Maria Magdalena）于1764年左右从巴伐利亚的纽伦堡移民美国。雅各布经营着大型铁匠铺，他曾应费城金融家罗伯特·莫里斯（Robert Morris）的要求为《邦联条例》授权的1783年铸币打造金属模具。亚当在父亲手下学徒，成为熟练的钢铁和机械工人。

## 硬币设计师和铸币局官员

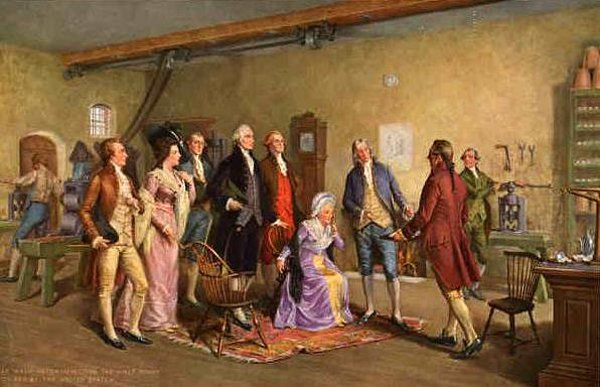
约翰·邓斯莫尔（John Dunsmore）的画作《检查首批硬币》（Inspecting the First Coins）。艾克菲尔特穿着蓝色衣装，旁边是坐着的马莎·华盛顿。

艾克菲尔特童年时，大西洋沿岸的十三个英国殖民地扯旗造反，美利坚合众国走上独立之路。联邦宪法获得足够的州批准后，国会和许多政府部门都安置在费城，新成立的美国铸币局便是其中之一。1792年，国会通过《1792年铸币法案》授权铸币，亚当·艾克菲尔特为该局制作出第一台螺旋压力机，这年实验性硬币生产所用的正面模具也是由他制作。他还为铸币局制作了其他多种机械，并帮助监督早期铸币工作。

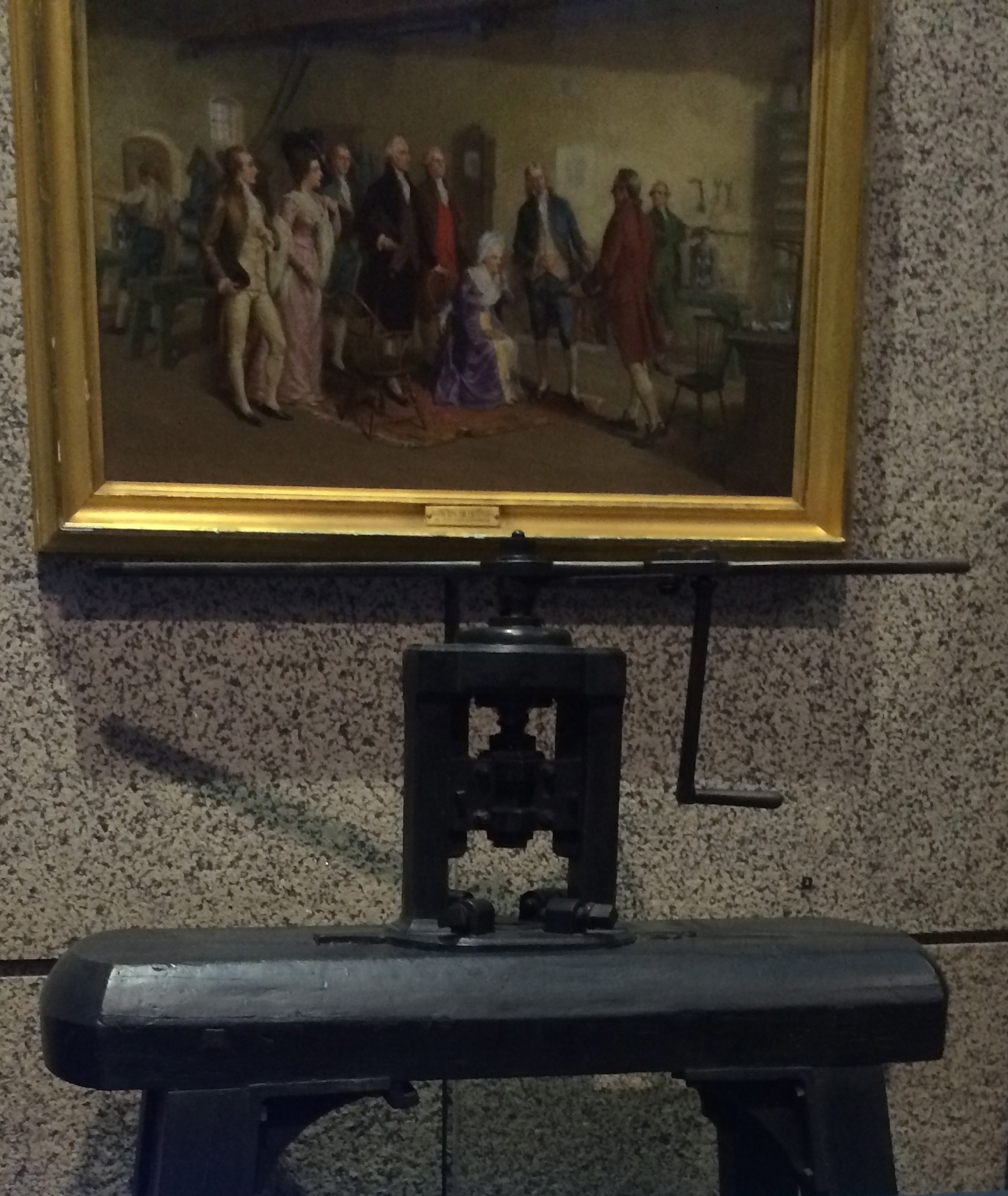
艾克菲尔特于1792年制作的螺旋压力机，放在画作《检查首批硬币》之下展示。

1792年，铸币局从艾克菲尔特手中购买了3台计重秤，还借了他的车床用于转动金属模具。据信，首枚正式美国硬币1792年5美分的金属模具也是艾克菲尔特制作。1829年，一位到访铸币局的人在见过艾克菲尔特后形容，他是“位艺术家，制作出那里使用过的第一套模具”。之后的一些纪录也反映出艾克菲尔特在这一硬币制作过程中的重要作用：一枚在1863年经拍卖售出的1792年5美分硬币据称就曾是艾克菲尔特所有，用于证明这种硬币正是他的作品；据传，1792年5美分硬币是经总统乔治·华盛顿的请求铸造，总统希望用这种硬币作为礼物，来源显示，这一说法正是源自艾克菲尔特。1792年7月13日，艾克菲尔特亲自操纵自己的螺旋压力机打造了约1500枚这种硬币。由于费城铸币局当时尚未建成，因此这些硬币是在制锯师约翰·哈珀（John Harper）位于费城第六街和樱桃街交界处附近的地窖中制作的。华盛顿在这年对国会发表的年度演讲中提及铸币局大楼正在施工，并且“半角硬币已经小规模投产，市场流通需要小额硬币，所以首先应该照顾他们的需求。”

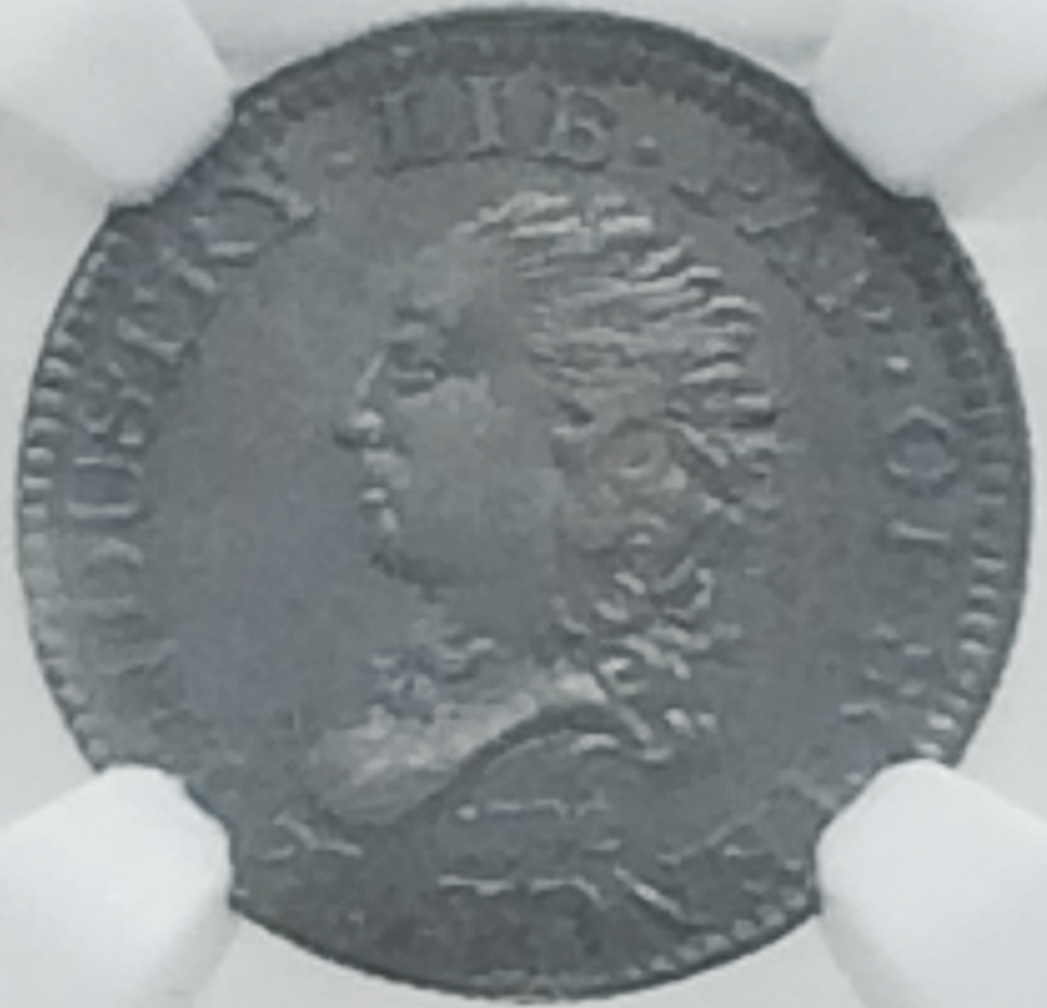
1792年5美分硬币正面

艾克菲尔特还制作了少量5美分图案币。1793年，铸币局生产了首批美分硬币，但由于做工太过粗糙招来公众嘲笑，为此官员请他来重新设计。艾克菲尔特将硬币背面的链条换成花环，还在正面的自由女神头像下加上三叶草。同年下半年，他为美国第一种半美分硬币雕刻了金属模具。
艾克菲尔特继续间歇性地为费城铸币局工作。1793年，他制出新设备，可以自动将坯饼送入金属模具套环，还可以将铸好的硬币弹出；铸币局的文献纪录还显示艾克菲尔特1795年7月时在这里做过计件类工作。到了1795年10月，他成为铸币局职工，职位是“模具锻工和转工”，年薪500美元。1796年1月1日，经总统华盛顿首肯，铸币局局长埃利亚斯·布迪诺（Elias Boudinot）任命艾克菲尔特担任助理铸币员。在这一职位下，他需要做多方面的工作。
1805年，应布迪诺的请求，艾克菲尔特租下铸币局邻近的两套房屋，这样就可以关闭一条内部巷道，消除铸币局的一项安全隐患。次年，新任局长罗伯特·帕特森（Robert Patterson）致信总统托马斯·杰斐逊，请求为艾克菲尔特加薪200美元，他在信中称，助理铸币员已经“在管理整个铸币部门”。面对金属模具缺乏韧性、容易破裂的问题，艾克菲尔特想到在模具表面喷水，这样钢制模具的升温和降温就会更加均匀。
发明家乔治·艾斯科尔·塞勒斯（George Escol Sellers）的父亲和他人合伙开办公司，该公司有向铸币局销售机械，艾克菲尔特多次在塞勒斯父亲家里吃晚饭，并认识了这时年纪尚幼的塞勒斯。19世纪末，已是风烛残年的塞勒斯出版回忆录，其中就有他对费城第一铸币局的回忆。1812年时，他曾透过窗户看着一枚枚美分硬币生产出来，艾克菲尔特每天都会在下班前走进屋里，通知大家停止工作。助理铸币员看到年幼的塞勒斯后请孩子进屋，教他把美分坯饼放到压力机上，再亲自演示压出硬币。压出的硬币很烫，塞勒斯拿不住，于是艾克菲尔特告诉他，坏饼刚放上去的时候是凉的，让孩子想想为什么之后会变烫。助理铸币员让孩子保留这枚硬币，直到明白其中的道理后才能拿去买糖吃。

## 首席铸币员

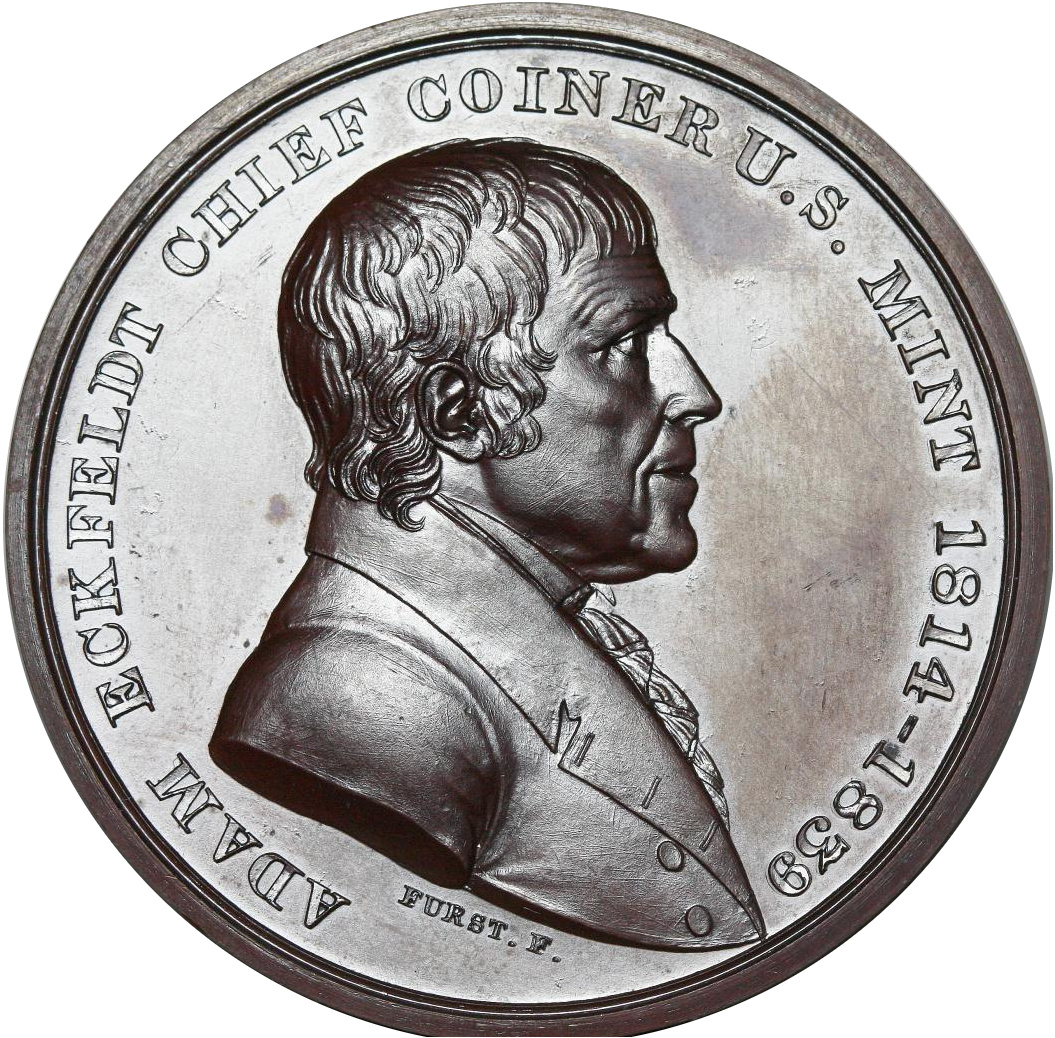
上图是艾克菲尔特退休时所获奖章的银质复制品，该奖章由莫里茨·富尔斯特制作

1814年初，美国铸币局首任首席铸币员亨利·沃伊特（Henry Voigt）去世，总统詹姆斯·麦迪逊任命艾克菲尔特继任，后者在这个位置工作了四分之一个世纪，在此期间继续完善费城铸币局的机器设备。
艾克菲尔特暂停铸币局专门以新模具配合抛光过的坯饼铸造“主币”的做法，还将送来铸币局充当金、银块的外国硬币中比较有艺术价值的一部分另行保存起来，这些硬币成为铸币局的钱币收藏，纳入钱币柜。为填补收藏中的空白，他还用旧模具铸造已经过去年份的硬币。研究发现，经艾克菲尔特选中铸造这类硬币的模具之前没有铸造过流通硬币，因此这些样本都是独特的。铸币局取得的这些外来硬币中还包括一枚布拉瑟达布伦，如今世上已知存在的仅有6枚。艾克菲尔特经常自掏腰包为铸币局购买硬币，收藏的这些硬币最终演变成史密森尼学会的国家钱币收藏。
1828年，艾克菲尔特再度涉身费城铸币局扩张所需要的房地产交易，以1000美元价格买断早在1805年就已租下的一套房产。19世纪30年代，铸币局迁至新址，艾克菲尔特发现他买下的许多房产所有权存疑，但还是得以将问题厘清后转售，与当时购买的总价格相比也没有遭受损失。新铸币局大楼位于朱尼伯街和栗子街交汇处，距艾克菲尔特位于朱尼伯街和藤蔓街交界处的家只有6个街区。
根据塞勒斯回忆录的记载，艾克菲尔特为人“坚定、正直、谨慎、细心、是个细致而有条不紊的人，他并非身手灵活、善于推动和创造的机械师，但绝对不缺乏创新能力。在他的精心呵护下，许多小改善逐渐得以采纳，积少成多，极大提升了劳动的经济效率”。但在19世纪20年代末至30年代间，随着艾克菲尔特年势日高，他也会不大愿意采纳铸币局同僚、熔炼和精炼师富兰克林·皮尔提出的一些创新。皮尔有着类似于艾克菲尔特的出身，他提出许多改善造币机械的建议，艾克菲尔特采纳了其中一部分。根据塞勒斯的回忆，艾克菲尔特曾表示：“要是完全由皮尔先生来掌舵，他会把一切都搞得天翻地覆”。塞勒斯的回忆录中还写道：“要艾克菲尔特先生完全放弃自己几乎精心照料了一辈子的宠物自然是困难的，更何况还是由另一个部门来接手，但随着这些改善逐渐采纳，并以事实证明其高效，艾克菲尔特先生也会给予它应得的完全信任，我还记得，他对（使用纵向车床时）能够节省人力的加工模具复制技术有十分浓厚的兴趣”。

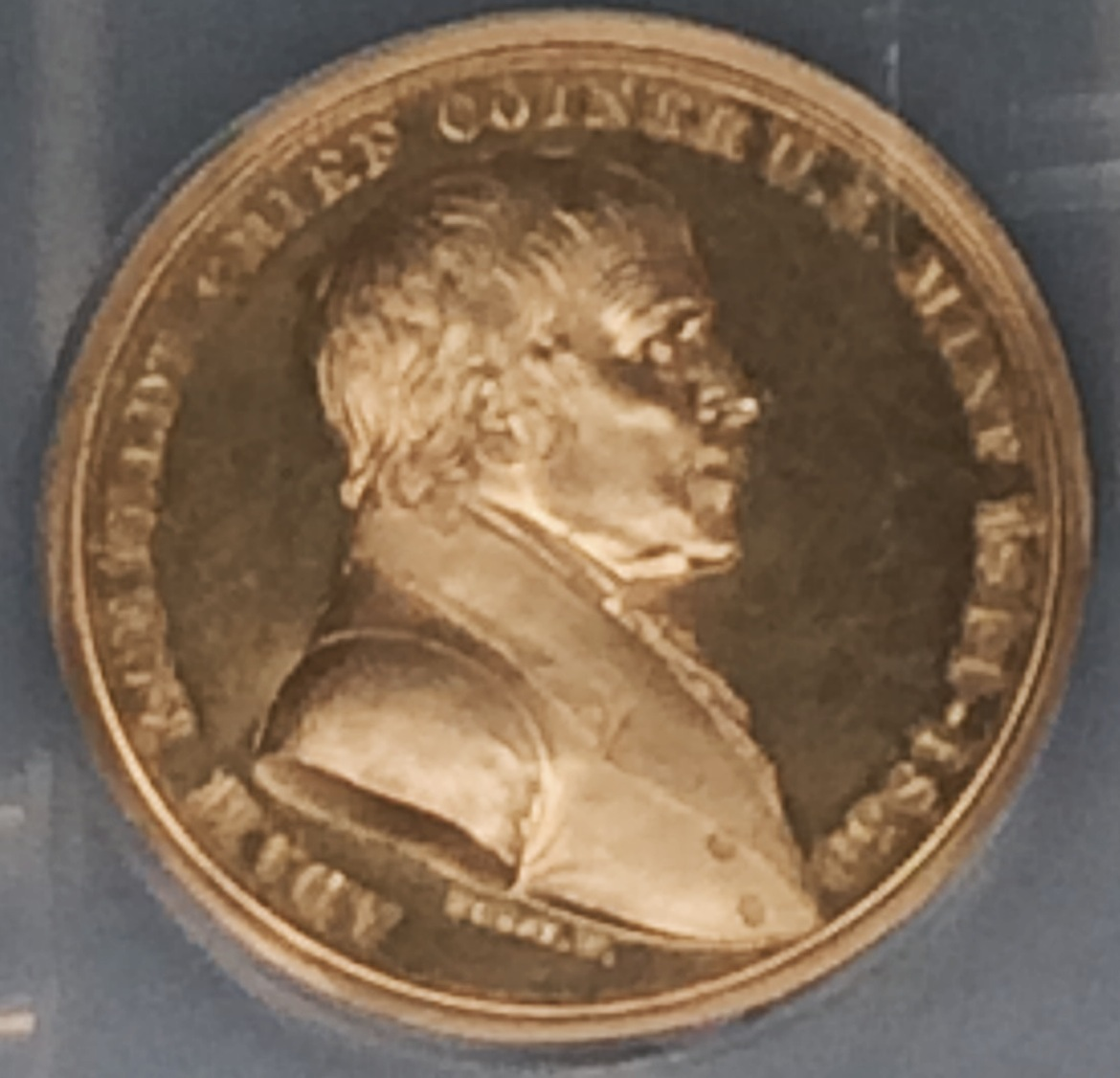
1839年艾克菲尔特获得的金质奖章

1833年，皮尔获派前去欧洲铸币局参观学习。返回美国后，他提议美国铸币局采用多种新机械和创新，例如引入英国皇家铸币局早在1810年就开始采用的蒸汽动力设备，该局从博尔顿和瓦特公司购买了这种机器。虽然艾克菲尔特希望在已有压力机上使用蒸汽动力，但铸币局还是专门制作了使用蒸汽能的新压力机。1836年初，费城铸币局首次动用蒸汽设备，压制的是纪念奖章。
1839年，已在首席铸币员的位置上工作了25个年头、为铸币局奉献了超过40个春秋的艾克菲尔特退休。铸币局的同事献给他一枚金质奖章，还打造了银质和铜质复制品。奖章正面由曾多次为铸币局效力的费城雕刻师莫里茨·富尔斯特（Moritz Fuerst）设计，反面则除了富尔斯特以外还有可能是皮尔设计。在艾克菲尔特的推荐下，皮尔继任首席铸币员职位。此后，艾克菲尔特继续行使首席铸币员职责直至去世前几天，并且没有因此收取报酬。1852年2月6日，约翰·亚当·艾克菲尔特与世长辞，享年82岁。皮尔在艾克菲尔特去世后致信铸币局局长乔治·尼古拉斯·埃克特（George Nicholas Eckert），请局长为他聘请助手，据唐·塔克西记载，信中用词堪称“癫狂”。皮尔曾利用节省下来的时间设计并销售奖章谋取私利。

## 个人和家庭生活

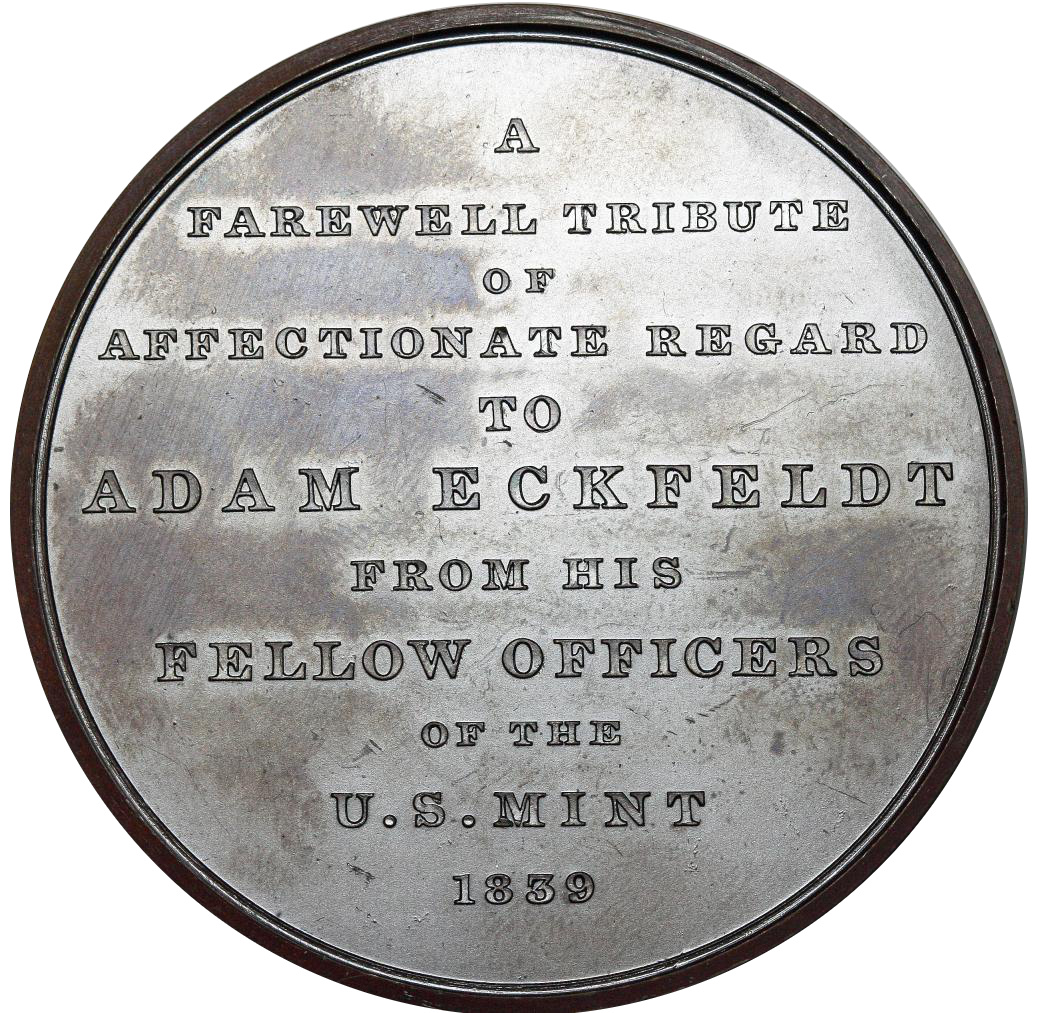
艾克菲尔特退休时所获奖章的背面

艾克菲尔特结过两次婚。1792年，他迎娶玛丽亚·哈恩（Maria Hahn），但不久后玛丽亚便撒手人寰，没有留下子女。之后艾克菲尔特又与玛格丽塔·鲍什（Margaretta Baush）结合，两人共有6个子女。他们的女儿苏珊娜嫁给了铸币局钱币收藏馆首任馆长威廉·尤文·杜波依斯（William Ewing DuBois）。艾克菲尔特的儿子雅各布·里斯·艾克菲尔特（Jacob Reese Eckfeldt）曾担任美国铸币局冶金分析师达40年之久。雅各布的儿子雅各布·布兰奇·艾克菲尔特更是超越两位先辈，从1865年至1929为铸币局工作了长达64年。
亚当·艾克菲尔特在园艺领域颇具品味，在宾夕法尼亚州特拉华县上达比（Upper Darby）的乡村拥有物业，他去世后，这些物产由两个儿子继承。他是善意消防局的首任主席，从成年后一直到去世期间的大部分时间里都担任这一职务，还为消防车设计了一种杠杆系统。1795至1806年，艾克菲尔特是共济会康科迪亚67号会所成员，并于1803年担任会所导师。费城艺术博物馆现存的一只中国外销瓷汤碗上就有他的名字和共济会符号。1897年，由塞缪尔·菲奇·霍钦森编撰的艾克菲尔特传记出版，书中这样介绍艾克菲尔特：
从许多方面来说，他都是值得大书特书的人物，他有创造天份，为铸币工艺带来许多出色的改善。他工作勤劳、精力充沛，他的社交素养和浩然正义都受到普遍尊重，并且也着实为同事和与他相识的所有人爱戴。

## 参考资料

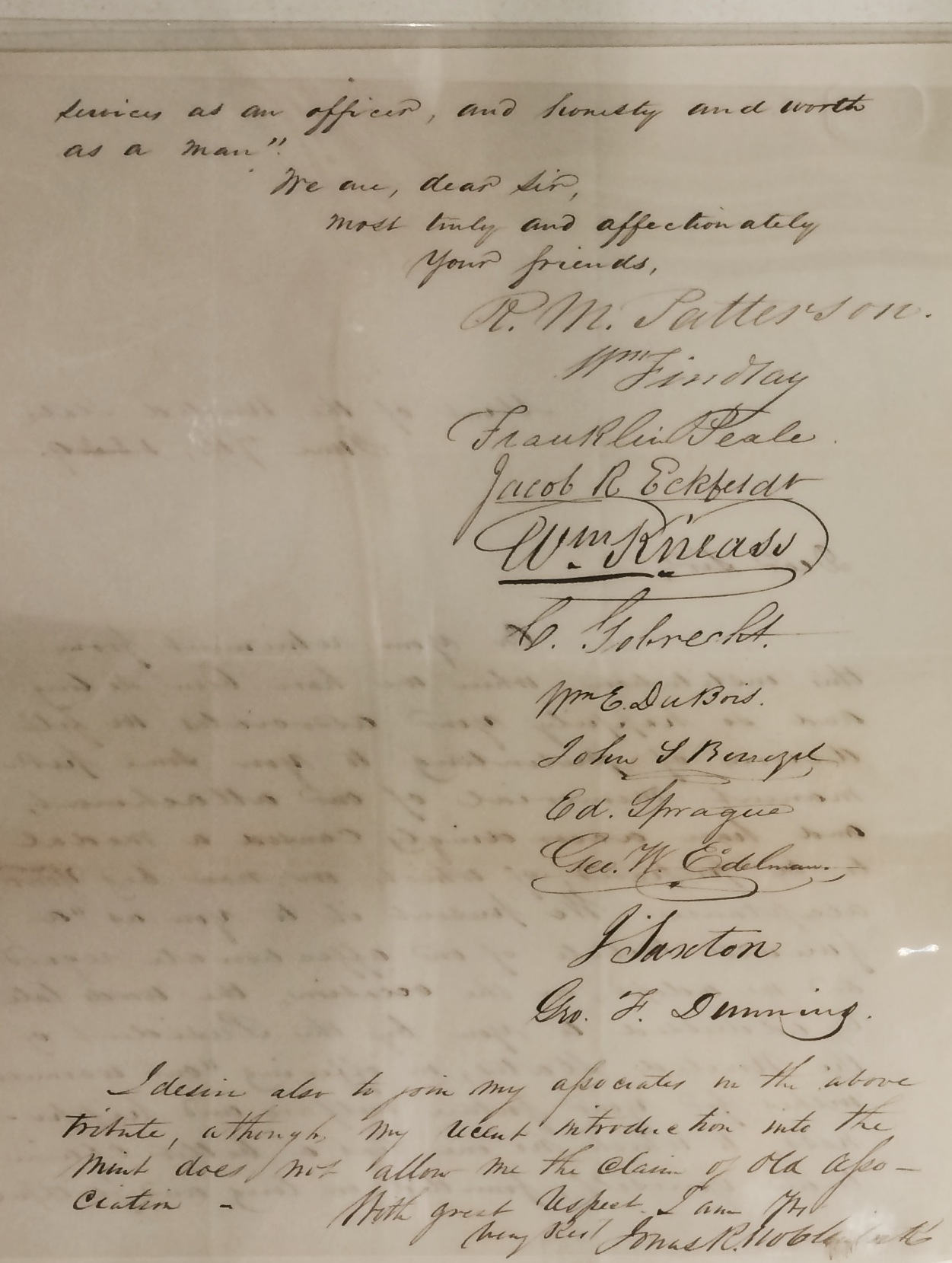
艾克菲尔特退休时所收到信件的签名页面，在上面签名的有帕特森、皮尔、儿子雅各布、克里斯蒂安·戈布雷希特（Christian Gobrecht）及铸币局的其他多位工作人员。

### 脚注
1. 1 2 3 4 5 6  Evans 1885，第110–111頁.
2. 1 2 3 4  Hotchkin 1897，第348–349頁.
3. 1 2 3  Smith & January 1997，第61頁.
4. 1 2 3 4  Taxay 1983，第102頁.
5. 1 2  Taxay 1983，第72–73頁.
6. ↑  Taxay 1983，第59頁.
7. ↑  Taxay 1983，第73頁.
8. ↑  Taxay 1983，第71頁.
9. ↑  Taxay 1983，第72頁.
10. ↑  Breen 1988，第152–153頁.
11. ↑  Orosz 2012.
12. ↑  Taxay 1983，第76頁.
13. ↑  Taxay 1983，第104頁.
14. ↑  Taxay 1983，第105頁.
15. 1 2 3 4  Smith & January 1997，第62頁.
16. 1 2  Orosz & Augsburger，第49頁.
17. ↑  Orosz & Augsburger，第50–51頁.
18. ↑  Evans 1885，第41頁.
19. ↑  Camparette & March 1906，第78頁.
20. 1 2 3 4  Smith & January 1997，第63頁.
21. ↑  Breen 1988，第92頁.
22. ↑  Lange 2006，第162頁.
23. ↑  Orosz & Augsburger，第62–63頁.
24. ↑  Ferguson，第70頁.
25. ↑  Ferguson，第71頁.
26. 1 2  Ferguson，第76頁.
27. ↑  The Royal Mint Museum.
28. ↑  Ferguson，第76–78頁.
29. 1 2  Taxay 1983，第183頁.
30. ↑  Scharf & Westcott，第1894頁.
31. ↑  Franklin Institute，第282頁.
32. ↑  Lee 1984，第139頁.

### 文献
- Breen, Walter. . New York: Doubleday. 1988. ISBN 978-0-385-14207-6.
- Camparette, Louis T. . The Numismatist (Colorado Springs, CO: American Numismatic Association). 1906-03  [2015-02-26]. （原始内容存档于2015-02-26）.
- Evans, George Greenlief (编). . Philadelphia: George G. Evans. 1885  [2015-02-26]. （原始内容存档于2015-02-26）.
- Ferguson, Eugene S. (编). . Washington, DC: Smithsonian Institution. 1965. OCLC 522166.
- . The Franklin Journal and American Mechanics' Magazine (Philadelphia: The Franklin Institute). 1827-05  [2015-02-26]. （原始内容存档于2015-02-26）.
- Hotchkin, Samuel Fitch. . Philadelphia: George W. Jacobs & Co. 1897  [2015-02-26]. （原始内容存档于2015-02-26）.
- Lange, David W. . Atlanta, GA: Whitman Publishing LLC. 2006. ISBN 978-0-7948-1972-9.
- Lee, Jean Gordon. . Philadelphia Museum of Art. 1984.
- Orosz, Joel J. . The Numismatist (Colorado Springs, CO: American Numismatic Association). 2012-06.
- Orosz, Joel J.; Augsburger, Leonard D. . Atlanta, GA: Whitman Publishing LLC. 2011. ISBN 978-0-7948-3244-5.
- Scharf, John Thomas; Westcott, Thomas.  III. Philadelphia: L.H. Everts & Co. 1884  [2015-02-26]. （原始内容存档于2015-02-26）.
- Smith, Pete. . The Numismatist (Colorado Springs, CO: American Numismatic Association). 1997-01.
- Taxay, Don.  reprint. New York: Sanford J. Durst Numismatic Publications. 1983 [1966]. ISBN 978-0-915262-68-7.
- . The Royal Mint Museum.   [2015-02-27]. （原始内容存档于2014-08-12）.